# Helsinge-Hallen
 (avril 2025).
La Helsinge-Hallen est un hall omnisports situé à Helsinge, dans le département de Frederiksborg, où évolue le club de handball du Nordsjælland Håndbold, club évoluant en Håndboldligaen.